# Psychocandy
Psychocandy är det skotska bandet The Jesus and Mary Chains debutalbum. Det släpptes i november 1985 på skivbolaget Blanco y Negro. 
Skivans blandning av oljud, mattor av distade gitarrer och popmelodier var banbrytande. Vid tiden för albumsläppet dominerade olika powerpop- och arenarockband musikscenen, och Psychocandy representerade något helt annorlunda. Texterna är mörka, blasfemiska och handlar om knark och sex. Albumet blev en stor succé både försäljnings- och kritikmässigt och gjorde stor inverkan på musikstilen shoegazing.
Det är värt att notera att titelspåret, låten Psychocandy, inte togs med på skivan. Den finns dock representerad på senare samlingar och på återutgåvans bonus-CD.

## Låtlista
Samtliga låtar skrivna av William och Jim Reid.
1. "Just Like Honey" - 3:01
2. "The Living End" - 2:15
3. "Taste the Floor" - 2:57
4. "The Hardest Walk" - 2:39
5. "Cut Dead" - 2:45
6. "In a Hole" - 3:02
7. "Taste of Cindy" - 1:42
8. "Never Understand" - 2:58
9. "Inside Me" - 3:09
10. "Sowing Seeds" - 2:50
11. "My Little Underground" - 2:31
12. "You Trip Me Up" - 2:26
13. "Something's Wrong" - 4:02
14. "It's So Hard" - 2:38

## Listplaceringar
| Listor (1985/86)      | Högsta placering |
| --------------------- | ---------------- |
| Brittiska albumlistan | 31               |
| USA Billboard 200     | 188              |

## Medverkande
The Jesus and Mary Chain
- Jim Reid – sång, gitarr, produktion
- William Reid – sång, gitarr, produktion
- Douglas Hart – bas, produktion
- Bobby Gillespie – trummor, produktion

Övriga medverkande
- Karen Parker och Lawrence – bakgrundssång
- John Loder – ljudtekniker
- Greg Allen – art director
- Alistair Image – fotografier
- Bleddyn Butcher – fotografier
- Chris Clown – fotografier
- Mike Laye – fotografier
- Rona McIntosh – fotografier
- Stuart Cassidy – fotografier